# أبو إسحاق الصابي
أبو إسحاق إبراهيم بن الهلال بن إبراهيم الحراني الصابي (5 رمضان 313هـ/ 23 نوفمبر 925م - 12 شوال 384هـ/ 18 نوفمبر 994م) هو أديب وكاتب وشاعر عاش في العصر العباسي.

## سيرته
ولِدَ إبراهيم بن الهلال بن إبراهيم في مدينة بغداد، وكانت ولادته في الخامس من رمضان سنة 313هـ، وفي بغداد نشأ وترعرع على ديانة الصابئة الحرانيين. كان أبو إسحاق مُقرَّبا من آل بويه، وتولَّى في 349هـ في عهد عز الدولة ديوان الرسائل، وكانت علاقته حينها بعضد الدولة متوترة، فلمَّا تولى عضد الدولة الحكم أمر بسجن أبي إسحاق، وأبقاه في السجن حتى تولَّى الحكم ابنه صمصام الدولة فأفرج عنه. رغم أنَّ أبي إسحاق من الصابئة الحرانيين إلا أنَّه كان متسامحاً يؤدِّي شعائر المسلمين، وأكثر من الاستشهاد بالقرآن في مؤلفاته، وكانت تربطه صداقة مع الشريف الرضي والصاحب بن عباد. تُوفِّي أبو إسحاق الصابي في الثاني عشر من شوال سنة 384هـ.
عندما نقم عضد الدولة البويهي على إبراهيم بن هلال الصابي فحبسه. فسئل فيه وعُرِّف بفضله، فقال: إن عمل كتاباً في مآثرنا وتاريخنا أطلقته! فشرع في محبسه يسطِّر كتاب (التاجي في أخبار بني بويه). فدخل عليه السجن أحد أصدقائه وهو يكتب ذاك الكتاب فسأله ماذا يفعل، فقال: (أباطيلُ أنمِّقُها وأكاذيبُ ألفِّقُها).

## مؤلفاته
تُنسَب إليه المؤلفات التالية:
- ديوان شعر.
- «رسائل الصابي» (مجموع رسائله في ألف ورقة).
- «التاجي» (كتبه في السجن استجابةً لطلب عضد الدولة).
- «كتاب أخبار بني بويه».
- «كتاب اختيار شعر المهلب».
- «رسائل الصابئ والشريف الرضي» (جمع فيها المكاتبات الشعرية والنثرية بينهما).